# Premio Gabriel
El premio especial Gabriel es un galardón honorífico otorgado por la Asociación Española de Fantasía, Ciencia Ficción y Terror a personas o instituciones que hayan realizado aportaciones valiosas al mundo de la ciencia ficción, la fantasía o el terror. El nombre procede de la novela Gabriel, historia de un robot (1962), de Domingo Santos.
A diferencia del premio Ignotus, este galardón lo concede directamente la junta directiva de la AEFCFT. Se entrega cada año en la gala de la Convención Española de Ciencia Ficción, HispaCón.
El primer galardón honorífico de la asociación fue el «Premio a la labor de una vida», que se entregó por primera vez en 1991. En 1994 este premio se sustituyó por el Gabriel, al entenderse que era mejor que pudiera concederse sin quedar limitado a una acción continua durante toda una vida. En 2022 se aprobó su reglamento, que los considera un premio distinto de los Ignotus.

## Galardonados
Han sido galardonados con el Premio Gabriel:
- 1991: Agustín Jaureguízar
- 1992: Gabriel Bermúdez Castillo
- 1993: Carlos Sáiz Cidoncha
- 1994: Jesús Parera y Juan José Parera
- 1996: Miquel Barceló
- 1997: Luis Vigil y Juan José Aroz
- 1999: Francisco Porrúa
- 2003: ex aequo 

  - Domingo Santos
  - Pascual Enguídanos Usarch
- 2004: Ángel Torres Quesada
- 2007: Elia Barceló
- 2009: José Luis González (editor de BEM)
- 2013: Juan Miguel Aguilera y Javier Redal
- 2014: Antoni Garcés
- 2015: Francisco Torres Oliver y Rafael Llopis
- 2016: Francisco Javier Arellano
- 2018: Pilar Pedraza
- 2019: Rafael Marín
- 2020: Lola Robles
- 2021: Teresa López Pellisa
- 2022: Cristina Fernández Cubas
- 2023: Marcheto (editor del blog Cuentos para Algernon)
- 2024: César Mallorquí